# Reinhard Koch (Admiral)
Reinhard Koch (* 31. Oktober 1861 in Dülken; † 26. Juni 1939 in München) war ein deutscher Admiral.

## Leben
Koch trat als Angehöriger der Crew 1878 in die Kaiserliche Marine ein. Er diente auf mehreren Torpedobooten und war 1899 als Kapitänleutnant Chef der II. Torpedobootsflottille mit SMS D 5 als Führerboot. 1900 war er als Korvettenkapitän Chef der I. Torpedobootsflottille mit SMS D 9 als Führerboot.
Von Juli 1901 bis Februar 1905 diente er als Marineattaché in Rom, wo er gleichzeitig für das Königreich Italien und Österreich-Ungarn zuständig war. Am 27. Januar 1905 wurde er zum Kapitän zur See befördert.

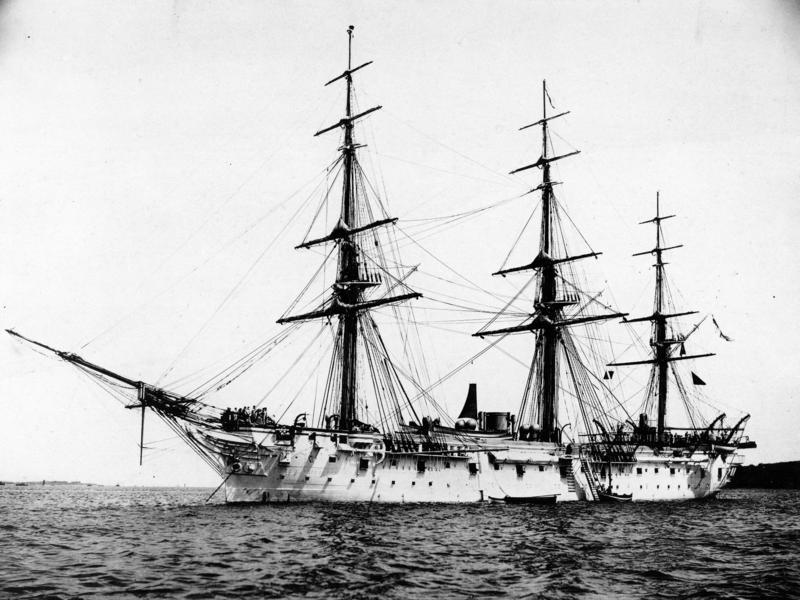
Schulschiff Stein

Nach seiner Rückkehr nach Deutschland übernahm Koch im April 1905 das Kommando über das Schulschiff Stein, mit dem eine Reise in die Nordsee, das Nordmeer und das Mittelmeer unternahm. Im April 1906 wurde er Abteilungschef im Admiralstab und im September 1908 Kommandant des Linienschiffs Schlesien.

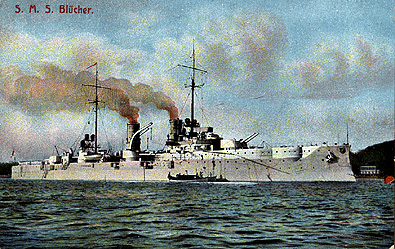
Großer Kreuzer Blücher, Kochs Flaggschiff des II. Aufklärungsverbands

Als Kapitän zur See und Kommodore wurde Koch am 1. Oktober 1909 Zweiter Admiral der Aufklärungsschiffe, eingeschifft zunächst auf dem Großen Kreuzer Roon. Am 27. Januar 1910 wurde er zum Konteradmiral befördert. Im April 1910 wechselte er auf das Schwesterschiff Yorck, auf dem er an den Mai-Übungen 1910 teilnahm. Noch im selben Monat trat er seinen Dienst als Direktor der Marineakademie an. Während der Herbstmanöver 1910 sollte er zugleich als Zweiter Admiral des III. Geschwaders der Hochseeflotte eingesetzt werden. Weil zwei der Schiffe dieses Verbands, die Linienschiffe Kurfürst Friedrich Wilhelm und Weißenburg, kurzfristig an die türkische Marine verkauft worden waren, wurde Koch jedoch zusätzlich zum Chef des aus diesen beiden Schiffen bestehenden Überführungsverbands ernannt. Der Verband verließ die Reede von Wilhelmshaven am 14. August 1910, und am 1. September wurden die Schiffe in den Dardanellen an die türkischen Besatzungen übergeben, worauf Koch nach Deutschland zurückkehrte.
Während der Herbstmanöver 1912 wurde ihm ein weiteres Mal die Führung eines Verbandes übertragen. Er führte den aus den Großen Kreuzern Blücher (Flaggschiff), Friedrich Carl und Goeben und den Kleinen Kreuzern Danzig, München, Stuttgart und Augsburg bestehenden II. Aufklärungsverband.
Im September 1912 wurde Koch Inspizient des Torpedowesens und führte während dieser Tätigkeit mehrfach den Verband der Schul- und Versuchsschiffe, der ab 1913 als Lehrgeschwader bezeichnet wurde. Ihm gehörten neben der Friedrich Carl als Flaggschiff mehrere Kleine Kreuzer und zeitweise die älteren Linienschiffe Wittelsbach und Württemberg, letztere als Torpedoschulschiff, Avisos, Torpedoboote und 1913 die U-Boot-Flottille an. Am 25. November 1913 wurde Koch zum Vizeadmiral befördert.
Im Juli 1914 wechselte Koch auf den Dienstposten des Inspizienten des Bildungswesens, übernahm jedoch nach Ausbruch des Ersten Weltkriegs bereits im August die Aufgabe des Kommandanten der Befestigung von Kiel. Zugleich vertrat er zeitweise den Chef der Marinestation der Ostsee. Im September 1915 wurde er stellvertretender Chef des Admiralstabs. Am 27. Januar 1918 wurde er zum Admiral befördert, im August zur Allerhöchsten Verfügung und im November 1918 zur Disposition gestellt.